# بادپیماها
بادپیماها (نام علمی: Parthenos) نام یک سرده از زیرخانواده دریاسالاران است.